# 巴爾瓦區
巴爾瓦區（西班牙語：Barva），是哥斯達黎加的一個區，位於該國中北部埃雷迪亞省，處於埃雷迪亞以北3公里，面積53.8平方公里，海拔高度1,140米，2001年人口32,440，人口密度每平方公里602.97人。

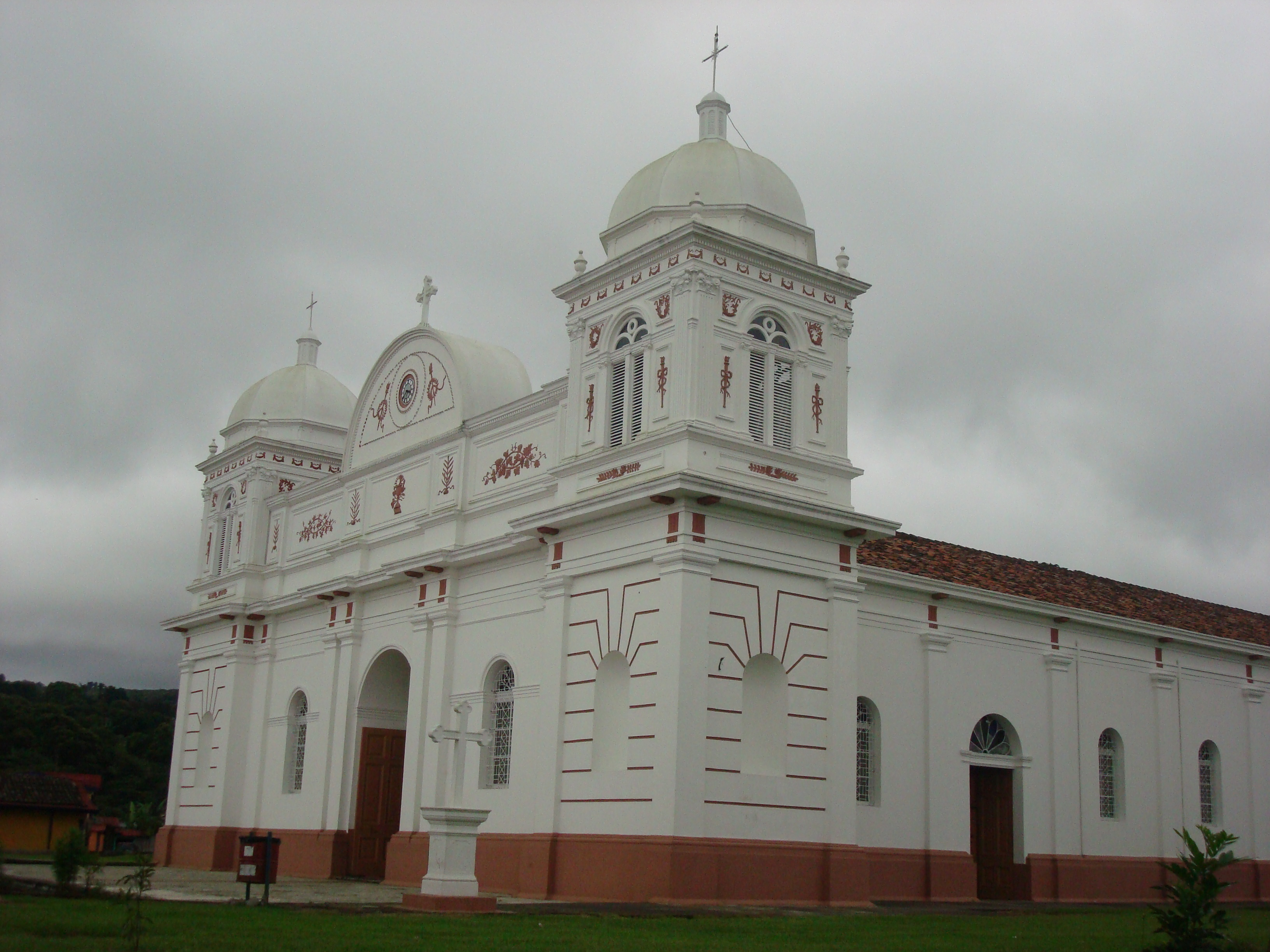

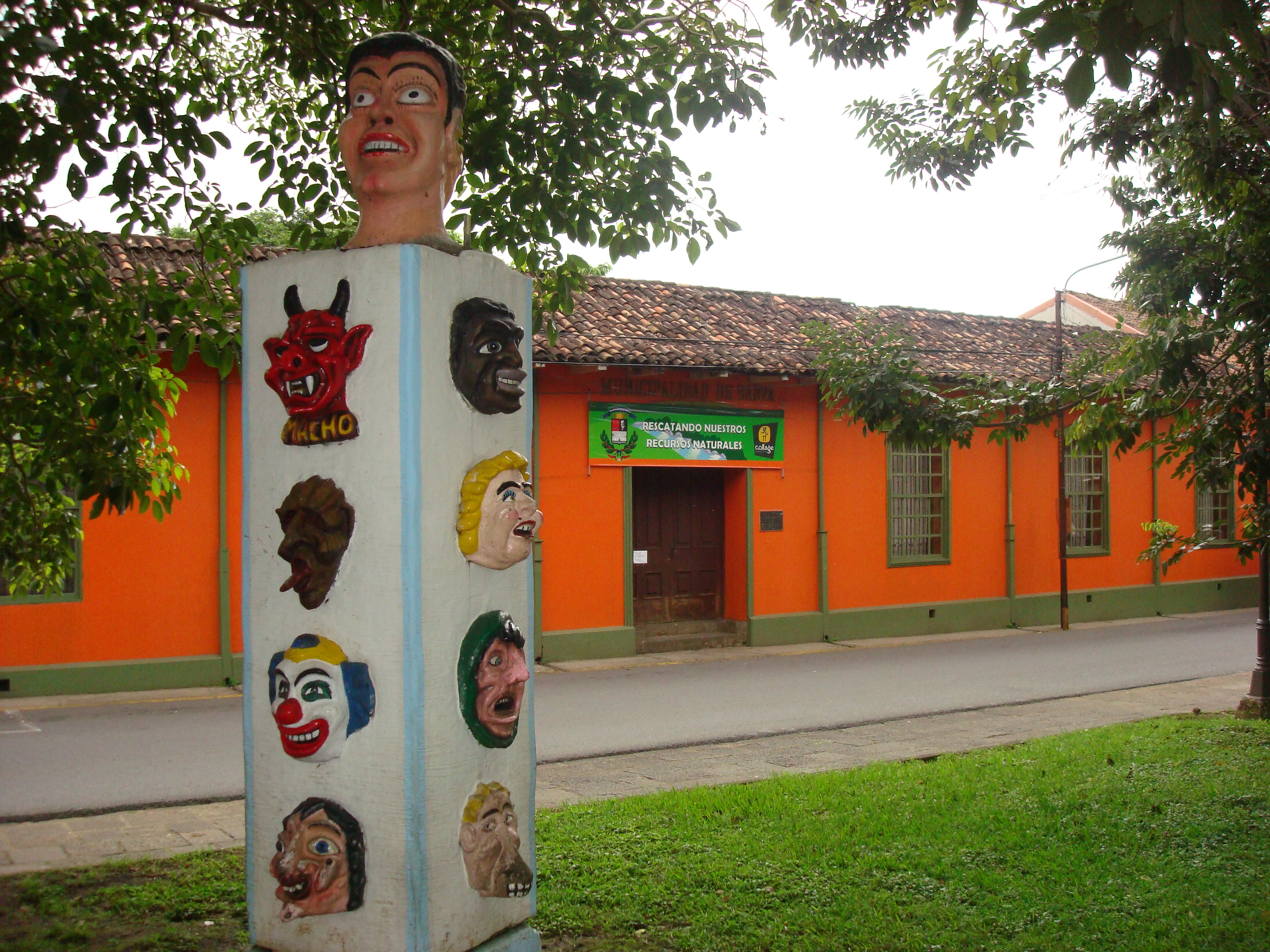

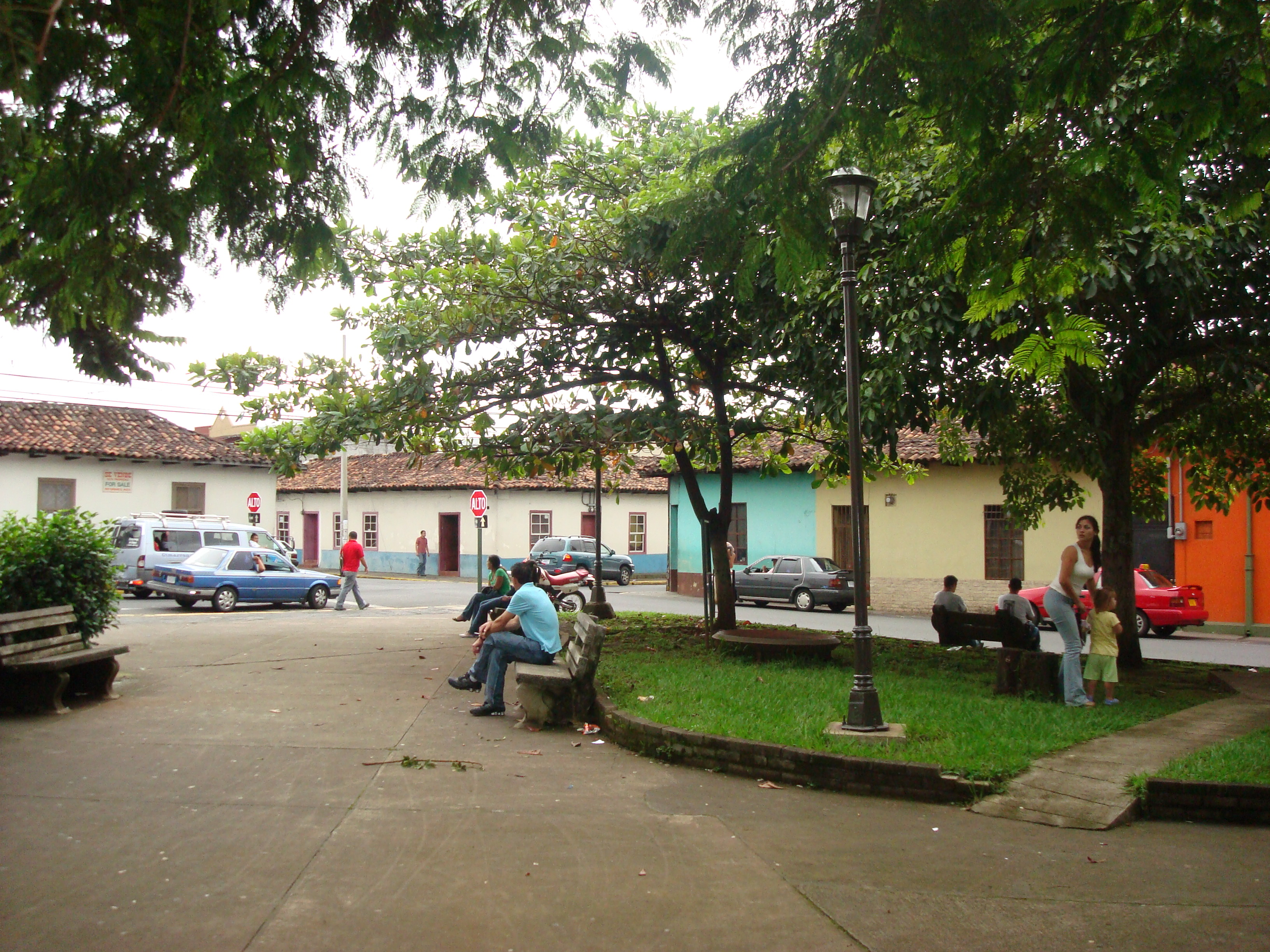
Arquitectura colonial